# Liste der Baudenkmale in Jembke
In der Liste der Baudenkmale in Jembke sind alle Baudenkmale der niedersächsischen Gemeinde Jembke aufgelistet. Die Quelle der  Baudenkmale ist der Denkmalatlas Niedersachsen. Der Stand der Liste ist der 13. Januar 2023.

## Allgemein
In den Spalten befinden sich folgende Informationen:
- Lage: die Adresse des Baudenkmales und die geographischen Koordinaten. Kartenansicht, um Koordinaten zu setzen. In der Kartenansicht sind Baudenkmale ohne Koordinaten mit einem roten Marker dargestellt und können in der Karte gesetzt werden. Baudenkmale ohne Bild sind mit einem blauen Marker gekennzeichnet, Baudenkmale mit Bild mit einem grünen Marker.
- Bezeichnung: Bezeichnung des Baudenkmales
- Beschreibung: die Beschreibung des Baudenkmales. Unter § 3 Abs. 2 NDSchG werden Einzeldenkmale und unter § 3 Abs. 3 NDSchG Gruppen baulicher Anlagen und deren Bestandteile ausgewiesen.
- ID: die Objekt-ID des Baudenkmales
- Bild: ein Bild des Baudenkmales, ggf. zusätzlich mit einem Link zu weiteren Fotos des Baudenkmals im Medienarchiv Wikimedia Commons. Wenn man auf das Kamerasymbol klickt, können Fotos zu Baudenkmalen aus dieser Liste hochgeladen werden:

## Jembke

### Gruppe: Hauptstraße
Die Gruppe hat die ID 33920057. Straßenseitige Wohnhäusern zweier Hofstellen (Hauptstraße 31 und 33) sowie zwei Ställen, Scheune und Einfriedung.

| Lage                                        | Bezeichnung | Beschreibung | ID       | Bild |
| ------------------------------------------- | ----------- | --- | -------- | ---- |
| Hauptstraße 31 52° 29′ 48″ N, 10° 45′ 35″ O | Wohnhaus    | Zweistöckiger traufständiger Fachwerkbau mit Ziegelausfachung und Zierfachwerk unter Satteldach. Axialsymmetrisch aufgebaute Fassade mit Andreaskreuzen an den Ecken sowie an den Flanken der übergiebelten Mittelachse, die den Eingang enthält. | 33930686 | BW   |
| Hauptstraße 33 52° 29′ 48″ N, 10° 45′ 35″ O | Stall       | Giebelständiger Bau mit Speicher im Drempelgeschoss unter Satteldach. Massives EG mit sechs hofseitigen Toröffnungen. Fensterlose Giebelfassade massiv im OG, dazu Zwischengesims mit zwei zueinander versetzten Zahnfriesen. OG teilmassiv ersetzt, an Hofseite Fachwerk mit jüngerer Betonsteinausfachung. Ladeluke zugesetzt.                                 | 33930809 | BW   |
| Hauptstraße 33 52° 29′ 49″ N, 10° 45′ 36″ O | Scheune     | Traufständige Scheune in Ziegelmauerwerk unter Satteldach in Ziegelpfannendeckung. Tordurchfahrt mit Segmentbogen. | 33930764 | BW   |
| Hauptstraße 33 52° 29′ 49″ N, 10° 45′ 37″ O | Stall       | Giebelständiges Gebäude mit Speicher im Drempelgeschoss unter Satteldach. Massives EG mit Türen und Fenstern mit segmentbogigen Stürzen unter klötzchengestützter Binderverdachung, an Hofseite Quereinfahrt. Giebelfassade massiv im OG, dazu Zwischengesims mit zwei zueinander versetzten Zahnfriesen. OG beidseitig aus Fachwerk mit roter Ziegelausfachung. | 33930786 | BW   |
| Hauptstraße 33 52° 29′ 48″ N, 10° 45′ 36″ O | Einfriedung | Torpfeiler mit Eisengitter östlich des straßenseitigen Wohnhauses und niedriger Mauer mit Eisengitterzaun sowie zweiflügeligem Tor westlich des Wohnhauses. | 33930932 | BW   |
| Hauptstraße 33 52° 29′ 48″ N, 10° 45′ 37″ O | Wohnhaus    | Zweistöckiger traufständiger Fachwerkbau mit Ziegelausfachung und Zierfachwerk unter Halbwalmdach. Axialsymmetrisch aufgebaute Fassade mit Andreaskreuzen an den Ecken sowie an den Flanken der Mittelachse, in der sich der Eingang befindet. | 33930713 | BW   |

### Gruppe: Kirchhof Jembke
Die Gruppe hat die ID 33920039.

| Lage                                       | Bezeichnung      | Beschreibung | ID       | Bild           |
| ------------------------------------------ | ---------------- | --- | -------- | -------------- |
| An der Kirche 52° 29′ 46″ N, 10° 45′ 33″ O | St. Georg-Kirche | Saalkirche aus verputztem Feldsteinmauerwerk mit eingezogenem Rechteckchor und westlichem Glockenturm. Im Chor ältere Grundmauern ergraben. Am westlichen Ende Taufbrunnen, später abgedeckt. 1716 um etwa 12 Meter nach Westen verlängert und mit hölzernen Dachreiter hinter steinernen Fassadenwand versehen. Pyramidendach von Welschen Haube bekrönt.Hölzerne Tonnengewölbe, Satteldächer und ihre Pfannendeckung modern. Zur Ausstattung gehören Altarretabel des Braunschweiger Malers Johann Jäger von 1677, hölzerner Kanzelkorb von 1716 und 1705 gestifteter Taufengel. | 33930524 | Weitere Bilder |
| An der Kirche 52° 29′ 46″ N, 10° 45′ 33″ O | Kirchhof         | | 33930549 | BW             |
| An der Kirche 52° 29′ 47″ N, 10° 45′ 34″ O | Kriegerdenkmal   | | 33930614 | BW             |

### Einzelbaudenkmale
| Lage                                               | Bezeichnung               | Beschreibung | ID       | Bild |
| -------------------------------------------------- | ------------------------- | --- | -------- | ---- |
| Brackstedter Straße 3 52° 29′ 46″ N, 10° 45′ 36″ O | Wohn-/ Wirtschaftsgebäude | Zweigeschossiger traufständiger Fachwerkbau in Stockwerkbauweise und als Querdielenhaus auf Sandsteinsockel unter Halbwalmdach konzipiert. | 33930662 |      |
| Brackstedter Straße 3 52° 29′ 45″ N, 10° 45′ 36″ O | Hofpflasterung            | Hofpflasterung aus Feldsteinen vor dem Haupthaus.                                                                                          | 50972655 | BW   |